# Harriet Sansom Harris
Harriet Sansom Harris (ur. 8 stycznia 1955 w Fort Worth w Teksasie) – amerykańska aktorka. Laureatka Tony Award 2002 za rolę Pani Meers w komedii muzycznej Na wskroś nowoczesna Millie (Thoroughly Modern Millie).

## Kariera
W wieku siedemnastu lat została przyjęta do słynnej nowojorskiej Juilliard School. Po ukończeniu studiów Harris dołączyła do The Acting Company, grupy repertuarowej utworzonej przez pierwszych absolwentów Wydziału Dramatycznego Johna Housemana w Juilliard School. Spędziła z nimi trzy lata i występowała w przedstawieniach: Król Lear, Romeo i Julia i Antygona.
W 1978 zadebiutowała na off-Broadwayu w sztuce Bertolta Brechta Matka Courage i jej dzieci u boku Kevina Conroya i Frances Conroy. Trzy lata potem pojawiła się na małym ekranie jako Cathy Harris w operze mydlanej NBC Inny świat (1983). W 1989 zagrała Lady Macduff w Makbecie. W 1992 po raz pierwszy trafiła na Broadway jako Penny McKenzie w musicalu Four Baboons Adoring the Sun w reżyserii Petera Halla ze Stockard Channing. W 1993 wystąpiła w przedstawieniu Jeffrey w Workshop of the Performing Arts Theatre w Nowym Jorku i Westwood Playhouse w Los Angeles. Następnie zadebiutowała na kinowym ekranie w roli Ellen Buckman w czarnej komedii Barry’ego Sonnenfelda Rodzina Addamsów II (1993).

## Filmografia

### Filmy
- 1993: Rodzina Addamsów II jako Ellen Buckman
- 1994: Quiz Show jako sekretarka
- 1995: Okruchy prawdy (An Element of Truth, TV)
- 1996: Sztuka pielęgnacji róż (The Care and Handling of Roses) jako Susan
- 1996: Romeo i Julia jako Susan Santandiago
- 1997: Friends 'Til the End (TV) jako pani Boxer
- 1997: Napisała: Morderstwo – Południe, południowy zachód (Murder, She Wrote: South by Southwest, TV) jako Millie Ogden
- 2000: Siostra Betty jako Ellen
- 2000: The Man Who Came to Dinner jako Maggie Cutler
- 2000: Memento jako pani Jankis
- 2001: Tylko jeden jako pielęgniarka Besson
- 2005: Sposób na teściową jako terapeutka Violi

### Seriale TV
- 1983: Inny świat jako Cathy Harris
- 1989: Autostrada do nieba jako Ruth Ann Kifer
- 1989: Doctor Doctor jako Peggy Murtagh
- 1991: Prawo i porządek jako Sheila
- 1991: Złote lata (Golden Years) jako Francie Wil
- 1992: Prawo i porządek jako pani Kenny
- 1993: Z Archiwum X jako dr Sally Kendrick (występ gościnny w odcinku 1.10 Eve)
- 1993−2004: Frasier jako Bebe Glazer
- 1994: Murphy Brown jako Yvonne Bentley
- 1994: Monty jako pani King
- 1995–1996: Gwiezdna eskadra jako ambasador Diane Hayden
- 1996: Szpital Dobrej Nadziei jako pani Holgren
- 1996:	Ellen jako Claire
- 1997: Karolina w mieście jako Panna McGowan
- 1997: Millennium jako Maureen Murphy
- 1997–1998: Union Square jako Suzanne Barkley
- 1998: Kancelaria adwokacka (The Practice) jako powódka Ellen Blake
- 1998: Ally McBeal jako Cheryl Bonner
- 1999–2000: Zakręcony jako Audrey Radford
- 2000: Sprawy rodzinne jako Lois Nelson
- 2000: Bóg, diabeł i Bob (God, the Devil and Bob) jako Martha Stewart (głos)
- 2000: Diagnoza morderstwo jako Marisa Parkhurst
- 2000: Love & Money jako Kiki Farrington
- 2001: Bestia jako pani Sweeney
- 2002:	Sześć stóp pod ziemią jako Catherine Collins
- 2003–2004: It’s All Relative jako Audrey O’Neil
- 2004: Pięcioraczki jako pani Hentschel
- 2004: CSI: Kryminalne zagadki Las Vegas jako Eva
- 2005−2006: Gotowe na wszystko jako Felicia Tilman
- 2006: Zagubiony pokój jako Margaret Milne
- 2010: Amerykański tata jako pani Reagan (głos)
- 2010–2011: Gotowe na wszystko jako Felicia Tilman
- 2011: Taniec rządzi jako doktor Pepper
- 2012: Robot i potwór jako Bea Holder (głos)
- 2014: Wilfred jako Lonnie Goldsmith
- 2016: Supergirl jako Sinead
- 2018: American Horror Story jako Madelyn
- 2018: Dynastia jako Adriana